# Wellington Aparecido Martins
Wellington Aparecido Martins (São Paulo, 28 de enero de 1991), o simplemente Wellington, es un futbolista brasileño. Juega de volante defensivo y actualmente milita en Goiás.

## Clubes
| Club          | País   | Año         |
| ------------- | ------ | ----------- |
| São Paulo     | Brasil | 2008 - 2013 |
| Internacional | Brasil | 2014 - 2015 |
| São Paulo     | Brasil | 2016 - Act. |

## Palmarés

### Campeonatos Regionales
| Título            | Equipo        | País   | Año  |
| ----------------- | ------------- | ------ | ---- |
| Campeonato Gaúcho | Internacional | Brasil | 2014 |
| Campeonato Gaúcho | Internacional | Brasil | 2015 |
| Campeonato Gaúcho | Internacional | Brasil | 2016 |

### Campeonatos internacionales
| Título            | Equipo              | País   | Año  |
| ----------------- | ------------------- | ------ | ---- |
| Copa Sudamericana | São Paulo           | Brasil | 2012 |
| Copa Sudamericana | Atlético Paranaense | Brasil | 2018 |

- Datos: Q972942